# Silene ruscifolia
Silene ruscifolia är en nejlikväxtart som först beskrevs av Hub.-mor. och Reese, och fick sitt nu gällande namn av Hub.-mor. Silene ruscifolia ingår i släktet glimmar, och familjen nejlikväxter. Inga underarter finns listade i Catalogue of Life.